# Bryum haematoneurum
Bryum haematoneurum är en bladmossart som beskrevs av C. Müller 1872. Bryum haematoneurum ingår i släktet bryummossor, och familjen Bryaceae. Inga underarter finns listade i Catalogue of Life.